# Arthur Kopit
Arthur Lee Kopit (ur. 10 maja 1937, zm. 2 kwietnia 2021) – amerykański dramaturg, scenarzysta teatralny i filmowy.
Dwukrotny finalista Nagrody Pulitzera, trzykrotnie nominowany do nagrody Tony Award, nominat i laureat nagrody Drama Desk Award, laureat nagrody Shaw Traveling Fellowship przyznanej mu przez Uniwersytet Harvarda w 1959, nagrody Amerykańskiej Akademii Sztuki i Literatury przyznanej mu w 1971 roku w dziedzinie literatury.
W świecie współczesnego teatru amerykańskiego najbardziej znany jako autor dwóch sztuk: Indians i Wings. Pierwsza z nich posłużyła za podstawę scenariusza filmu Roberta Altmana pt. Buffalo Bill i Indianie z 1976 roku, a druga filmu Roba Marshalla pt. Dziewięć z 2009. Jest również autorem scenariuszy filmowych do kilku mało znanych filmów telewizyjnych z przełomu lat 80. i 90. Absolwent Uniwersytetu Harvarda (1959).
Był wykładowcą dramaturgii znanych amerykańskich uczelni (m.in): Yale School of Drama, Uniwersytetu Columbia, Uniwersytetu Nowojorskiego, City College of New York. Członek: "Dramatists Guild of America" oraz jej władz ("Dramatists Guild Council"), "Writers Guild of America" i "PEN Club".
W 2005 roku wszystkie swoje rękopisy przekazał nieodpłatnie bibliotece Uniwersytetu Nowojorskiego.

## Życie prywatne
Od 1967 roku był żonaty z pisarką Leslie Garis, z którą miał troje dzieci: Alexa, Bena i Kathleen

## Twórczość
- 1963 – Oh Dad, Poor Dad, Mamma's Hung You in the Closet and I'm Feelin' So Sad
- 1965 – Chamber Music
- 1969 – Indians
- 1978 – Wings
- 1982 – Nine
- 1982 – Good Help is Hard to Find
- 1984 – End of the World with Symposium to Follow
- 1987 – Dłonie obcego (scenariusz)
- 1990 – Upiór w operze (scenariusz)
- 1991 – Road to Nirvana
- 1992 – Phantom (musichalowa wersja powieści Gastona Leroux z 1910 roku pt. Upiór w operze)
- 1994 – Roswell (scenariusz)
- 1998 – High Society
- 2000 – Y2K